# دوغ فورناس
دوغ فورناس (بالإنجليزية: Doug Furnas)‏ هو رافع أثقال ‏ أمريكي، ولد في 11 ديسمبر 1959 في كوميرك في الولايات المتحدة، وتوفي في 2 مارس 2012 في توسان في الولايات المتحدة.

## وصلات خارجية
- دوغ فورناس على موقع WrestlingData.com (الإنجليزية)
- دوغ فورناس على موقع CageMatch worker (الإنجليزية)
- دوغ فورناس على موقع قاعدة بيانات المصارعة على الإنترنت (الإنجليزية)
- دوغ فورناس على موقع عالم المصارعة على الإنترنت (الإنجليزية)
- دوغ فورناس على موقع عالم المصارعة على الإنترنت (الإنجليزية)

- دوغ فورناس على موقع IMDb (الإنجليزية)
- دوغ فورناس على موقع قاعدة بيانات الفيلم (الإنجليزية)